# رجوپارا
رجوپارا (به لاتین: Rejupara) یک منطقهٔ مسکونی در بنگلادش است که در ناحیه بندربان واقع شده‌است.